# Murata Manufacturing
Murata Manufacturing Co., Ltd. est une entreprise japonaise qui fait partie de l'indice TOPIX 100.

## Historique
En juillet 2016, Murata Manufacturing acquiert Sony Energy Devices, filiale de Sony produisant des batteries pour appareils mobiles.
En octobre 2016, Murata Manufacturing acquiert IPDiA, une start-up spécialiste des composants électroniques miniaturisés et basé à Caen.

## Sites de production
L'entreprise possède des sites de production au Japon, en Chine, à Singapour, en Malaisie, aux Philippines, aux États-Unis, en Finlande et en France (à Caen).